# Synot liga 2015/16
De Synot liga 2015/16 was het 23e seizoen van het Tsjechisch nationaal voetbalkampioenschap. Het ging van start op 24 juni 2015 en eindigde op 14 mei 2016.

## Clubs
16 Clubs spelen het seizoen 2015/16 in de Synot liga. Uit Praag komen maar liefst vier clubs. De regio's Karlsbad, Hradec Králové, Pardubice en Zuid-Bohemen leveren dit seizoen geen clubs op het hoogste niveau.
| Club                 | Stad               | Stadion                                     | Afbeelding | Opening | Capaciteit |
| -------------------- | ------------------ | ------------------------------------------- | ---------- | ------- | ---------- |
| FC Baník Ostrava     | Ostrava            | Městský stadion v Ostravě-Vítkovicích       |            | 1938    | 15.123     |
| Bohemians 1905 Praag | Vršovice, Praag    | Ďolíček                                     |            | 1932    | 5000       |
| FK Dukla Praag       | Dejvice, Praag     | Na Julisce                                  |            | 1960    | 8150       |
| FC Fastav Zlín       | Zlín               | Stadion Letná                               |            | 1926    | 6375       |
| FK Jablonec          | Jablonec nad Nisou | Stadion Střelnice                           |            | 1955    | 6280       |
| FK Mladá Boleslav    | Mladá Boleslav     | Městský stadion Mladá Boleslav              |            | 2005    | 5000       |
| 1. FK Příbram        | Příbram            | Na Litavce                                  |            | 1955    | 9100       |
| SK Sigma Olomouc     | Olomouc            | Andrův stadion                              |            | 1940    | 12.541     |
| SK Slavia Praag      | Vršovice, Praag    | Eden Aréna                                  |            | 2008    | 20.800     |
| 1. FC Slovácko       | Uherské Hradiště   | Městský fotbalový stadion Miroslava Valenty |            | 2003    | 8000       |
| FC Slovan Liberec    | Liberec            | Stadion u Nisy                              |            | 1934    | 9900       |
| AC Sparta Praag      | Bubeneč, Praag     | Generali Arena                              |            | 1917    | 18.944     |
| FK Teplice           | Teplice            | Stadion Na Stínadlech                       |            | 1973    | 18.221     |
| FC Viktoria Pilsen   | Pilsen             | Stadion města Plzně                         |            | 1955    | 11.700     |
| FC Vysočina Jihlava  | Jihlava            | Stadion v Jiráskově ulici                   |            | 1948    | 4155       |
| FC Zbrojovka Brno    | Brno               | Městský fotbalový stadion Srbská            |            | 1949    | 12.550     |

## Eindstand
|     | Club                 | WG | W  | G  | V  | DV | DT | P  |                                               |
| --- | -------------------- | -- | -- | -- | -- | -- | -- | -- | --------------------------------------------- |
| 1.  | FC Viktoria Pilsen1  | 30 | 23 | 2  | 5  | 57 | 25 | 71 | Derde voorronde UEFA Champions League 2016/17 |
| 2.  | AC Sparta Praag      | 30 | 20 | 4  | 6  | 61 | 24 | 64 | Derde voorronde UEFA Champions League 2016/17 |
| 3.  | FC Slovan Liberec    | 30 | 17 | 7  | 6  | 51 | 35 | 58 | Derde voorronde UEFA Europa League 2016/17    |
| 4.  | FK Mladá Boleslav3   | 30 | 16 | 9  | 5  | 63 | 37 | 57 | Derde voorronde UEFA Europa League 2016/17    |
| 5.  | SK Slavia Praag      | 30 | 14 | 10 | 6  | 48 | 26 | 52 | Tweede voorronde UEFA Europa League 2016/17   |
| 6.  | FC Zbrojovka Brno    | 30 | 14 | 5  | 11 | 37 | 38 | 47 |                                               |
| 7.  | FK Jablonec          | 30 | 10 | 11 | 9  | 46 | 39 | 41 |                                               |
| 8.  | 1. FC Slovácko       | 30 | 12 | 4  | 14 | 37 | 51 | 40 |                                               |
| 9.  | Bohemians Praag 1905 | 30 | 8  | 13 | 9  | 35 | 37 | 37 |                                               |
| 10. | FK Dukla Praag       | 30 | 8  | 11 | 11 | 44 | 41 | 35 |                                               |
| 11. | FC Vysočina Jihlava  | 30 | 8  | 7  | 15 | 31 | 54 | 31 |                                               |
| 12. | FK Teplice           | 30 | 7  | 9  | 14 | 37 | 52 | 30 |                                               |
| 13. | FC Fastav Zlín2      | 30 | 7  | 9  | 14 | 34 | 50 | 30 |                                               |
| 14. | 1. FK Příbram        | 30 | 7  | 6  | 17 | 33 | 53 | 27 |                                               |
| 15. | SK Sigma Olomouc2    | 30 | 6  | 9  | 15 | 35 | 49 | 27 | Degradatie naar de Fotbalová národní liga     |
| 16. | FC Baník Ostrava     | 30 | 4  | 2  | 24 | 27 | 65 | 14 | Degradatie naar de Fotbalová národní liga     |

1 FC Viktoria Pilsen was in dit seizoen de titelverdediger. 

2 FC Fastav Zlín en SK Sigma Olomouc waren in dit seizoen nieuwkomers, zij speelden in het voorgaande seizoen niet op het hoogste niveau van het Tsjechische voetbal. 

3 FK Mladá Boleslav was de winnaar van de Tsjechische beker van dit seizoen.

## Statistieken

### Topscorers
20 doelpunten

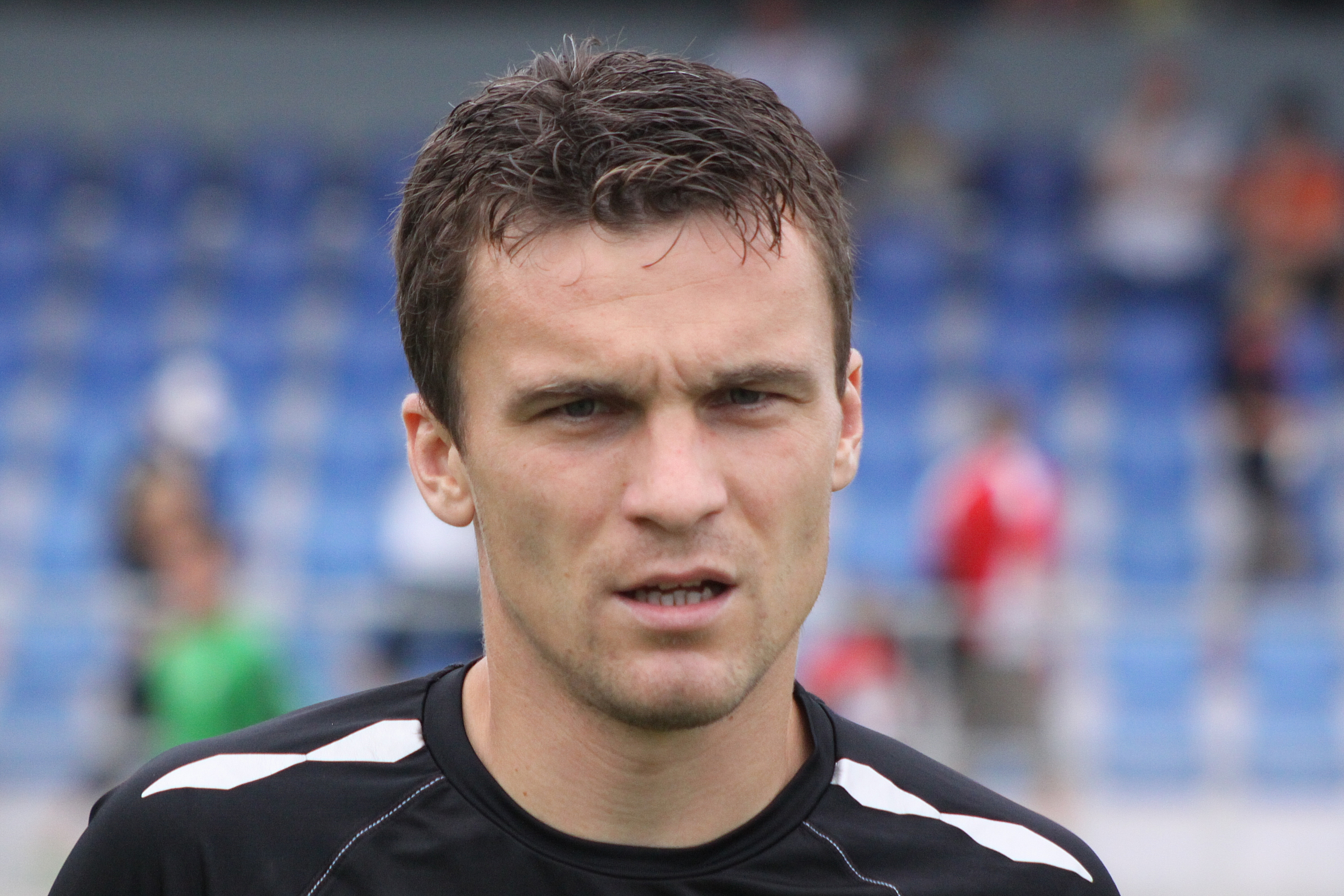
David Lafata

- David Lafata (AC Sparta Praag)

16 doelpunten
- Michal Ďuriš (FC Viktoria Pilsen)

14 doelpunten
- Lukáš Magera (FK Mladá Boleslav)
- Milan Škoda (SK Slavia Praag)

13 doelpunten
- Jakub Řezníček (FC Zbrojovka Brno)

12 doelpunten
- Marek Bakoš (FC Slovan Liberec)
- Muris Mešanović (FC Vysočina Jihlava 8 / SK Slavia Praag 4)

10 doelpunten
- Tomáš Berger (FK Dukla Praag)

### Assists
11 assists
- Bořek Dočkal (AC Sparta Praag)

9 assists
- Lukáš Vaculík (FC Vysočina Jihlava)
- Jan Kovařík (FC Viktoria Pilsen)

8 assists
- Daniel Bartl (FC Slovan Liberec 5 / FK Mladá Boleslav 3)
- Robert Hrubý (FC Baník Ostrava 4 / SK Slavia Praag 4)

7 assists
- Lukáš Magera (FK Mladá Boleslav)
- Ladislav Krejčí (AC Sparta Praag)
- Stanislav Tecl (FK Jablonec)
- Jiří Skalák (FK Mladá Boleslav)
- Milan Jirásek (Bohemians Praag 1905)

1993/94 · 1994/95 · 1995/96 · 1996/97 · 1997/98 · 1998/99 · 1999/00 · 2000/01 · 2001/02 · 2002/03 · 2003/04 · 2004/05 · 2005/06 · 2006/07 · 2007/08 · 2008/09 · 2009/10 · 2010/11 · 2011/12 · 2012/13 · 2013/14 · 2014/15 · 2015/16 · 2016/17 · 2017/18 · 2018/19 · 2019/20 · 2020/21 · 2021/22 · 2022/23 · 2023/24
Nationale competities:
Albanië · Andorra · Armenië · België · Bosnië en Herzegovina · Bulgarije · Cyprus · Denemarken · Duitsland · Engeland · Estland ('15 '16) · Faeröer ('15 '16) · Finland ('15 '16) · Frankrijk · Gibraltar · Griekenland · Hongarije · IJsland ('15 '16) · Ierland ('15 '16) · Israël · Italië · Kazachstan ('15 '16) · Kroatië · Letland ('15 '16) · Litouwen ('15 '16) · Luxemburg · Macedonië · Malta · Moldavië · Montenegro · Nederland · Noord-Ierland · Noorwegen ('15 '16) · Oekraïne · Oostenrijk · Polen · Portugal · Roemenië · Rusland · San Marino · Schotland · Servië · Slovenië · Slowakije · Spanje · Tsjechië · Turkije · Wales · Zweden ('15 '16) · Zwitserland
Europese competities: Super Cup 2016 · Champions League · Europa League